# ثقافة جزائرية
الثقافة الجزائرية، تشمل الأدب والموسيقى، والطبخ، والدين وجوانب أخرى من حياة الجزائري، وهي غنية ومتنوعة وعريقة جدا، في كل منطقة وكل مدينة أو واحة مساحة ثقافية معينة. منطقة القبائل، الأوراس، منطقة الجزائر العاصمة، الهضاب العليا، وادي مزاب، الهقار، الساورة، القطاع الوهراني هي مناطق تحمل خصوصيات ثقافية ولغوية في بعض الأحيان.
تعود المظاهر الثقافية الأولى على الأرض الجزائرية لآلاف السنين، من خلال الفن الصخري العريق
```
في 
طاسيلي ناجر
. مرورا إلى جميع المباني الجميلة التي أقيمت طوال تاريخ هذا البلد، وصولا إلى الحرف التي الحاضرة دوما وغنية جدا، يعكس الفن الجزائري تاريخ هذا البلد وتأثيراته المختلفة.
```

وهي من البلدان الأفريقيّة العربية الأكبر مساحة، تقعُ في الشّمالِ الغربي من قارة أفريقيا، وهي عضوٌ في العديدِ من المؤسسات الدولية؛ كاتحاد المغرب العربي والاتحاد الأفريقي والأمم المتحدة والأوبك، والعديد من المؤسسات العالمية الأخرى، ويطلق عليها (بلد المليون ونصف شهيد)؛ والذّين استشهدوا في ثورة التّحرير الوطنية، ويتمركز الجزائريون في المنطقة الشّمالية من البلاد لمناخها المناسب. الثقافة في الجزائر لا يختلف المجتمع الجزائري بشكلٍ كبيرٍ عن المجتمع الإسلامي، لكن في الوقت الحالي أصبحت الثّقافةُ الجزائرية أكثر تطوراً وانفتاحاً؛ فتفضل فئةُ الشّبابِ في الجزائر استخدام الإنترنت، والمشاركةَ في الكثير من المنتديات الإلكترونية، كما أنّ نسبة المطالعة وقراءة الصّحف ما زالتّ متوسطةً ولم تتدنَّ كثيراً، وخاصّةً عند فئة النّساء، وعادةً ما يفضلون الأفلامَ الغربيةَ وأفلام الأكشن والرّومانسية. الأدبُ الجزائري نشأَ العديدُ من الكتّاب المشهورين في الجزائر؛ الذين لهم دورٌ كبيرٌ في النهضة الأدبية، وكما حازوا على جوائز عالمية؛ مثل الكاتبة آسيا جبار، ومن أشهر الكتّابِ الجزائريين أيضاً أحلام مستغانمي والطّاهر الفضيلة الفاروق ومفدي زكريا. الفنون للفنون دورٌ كبيرٌ في بناءِ الحضارةِ الجزائريةِ؛ فنشأت العديدُ من الفنونِ على أرض الجزائر؛ كالفنونِ القديمةِ التّراثيةِ وصناعة التّحفِ؛ والفن العمارة في الجزائر وقد دخلت قائمةَ «التراث العربي» والعالمي العديدُ من الآثارِ القديمةِ؛ كقلعة بني حماد وادي ميزاب، وآثار مدينة «كويكول»، والعديدُ من المتاحف المنتشرة والتّي توجد بها العديد من التّماثيل الرّومانية القديمة، وتماثيلُ الرّجالِ السّياسين والفسيفساء، وما زال الفنُ منتشراً حديثاً في الرّسمِ وصناعةِ الحلي التّقليديةِ والملابسِ وصناعةِ النّحاس.

## الدين

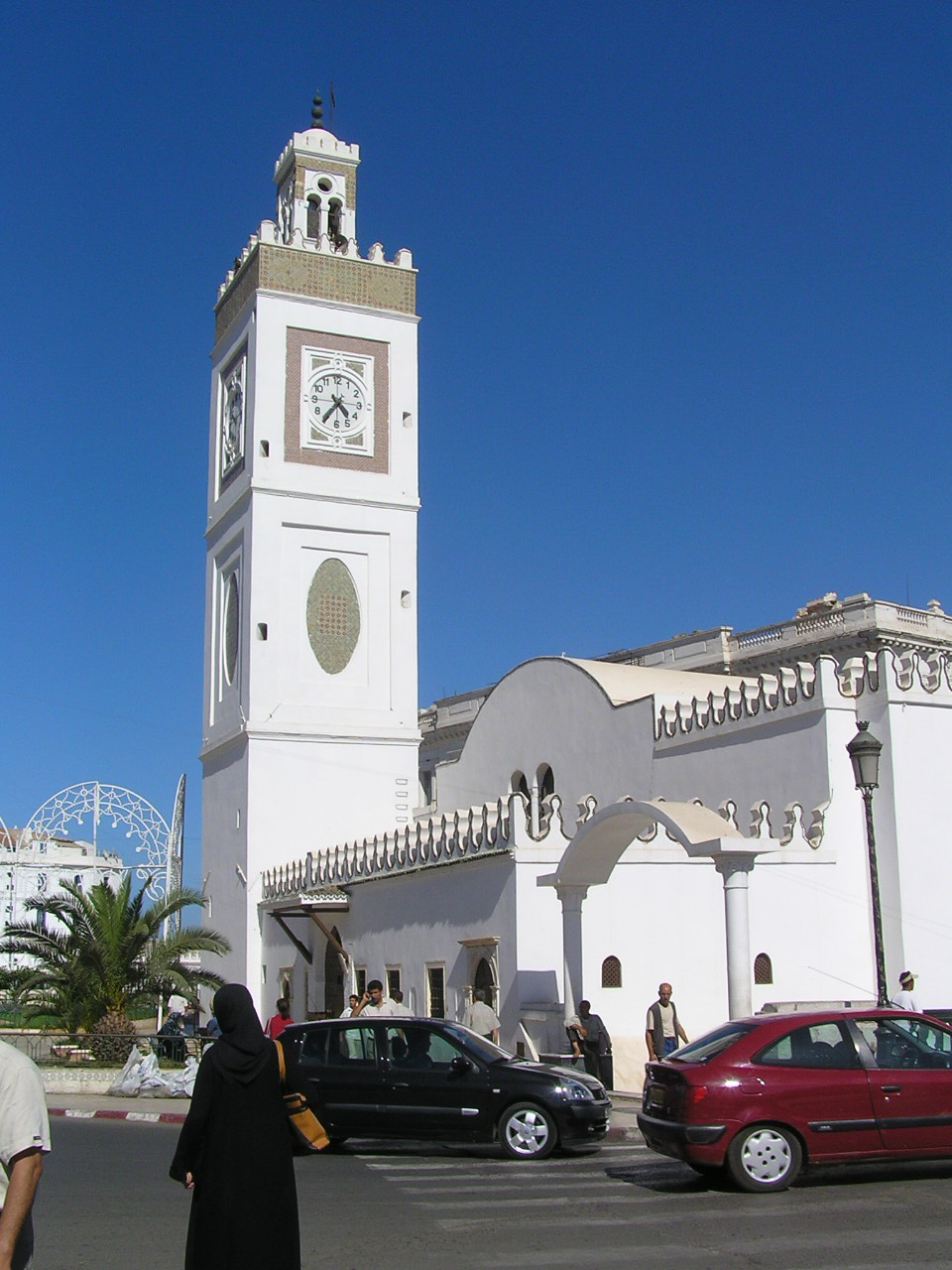
المسجد الجديد في الجزائر، بني سنة 1660

يعتبر الدين الإسلامي هو الدين الرسمي في الجزائر والمذهب المتبع والرسمي هو المذهب المالكي ويوجد المذهب الإباضي بنسبة قليلة جدا في مدينة غرداية وضواحيها.كما توجد نسبة ضئيلة جدا من يعتنقون المسيحية كما شهدت الجزائر مؤخرا حملات بدعم من الكنيسة من أجل نشر الدين المسيحي في أوساط المجتمع الجزائري بشتى الطرق إلا أن المحاولات ميؤس منها لان الجزائريين متمسكين بشدة بدينهم فذهبوا إلى اعتماد وسائل أخرى وهي الإغراءات المادية مقابل اعتناق المسيحية.

## اللغة (اللهجات)

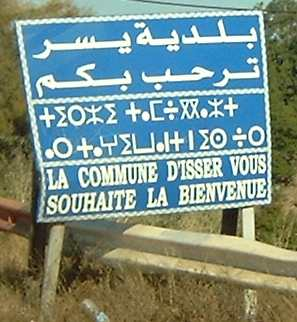
لافتة مرورية ترحيبية متعددة اللغات من بلدية يسر (بومرداس) كتبت بالعربية، والأمازيغية (تيفيناغ)، والفرنسية.

## الكتاب

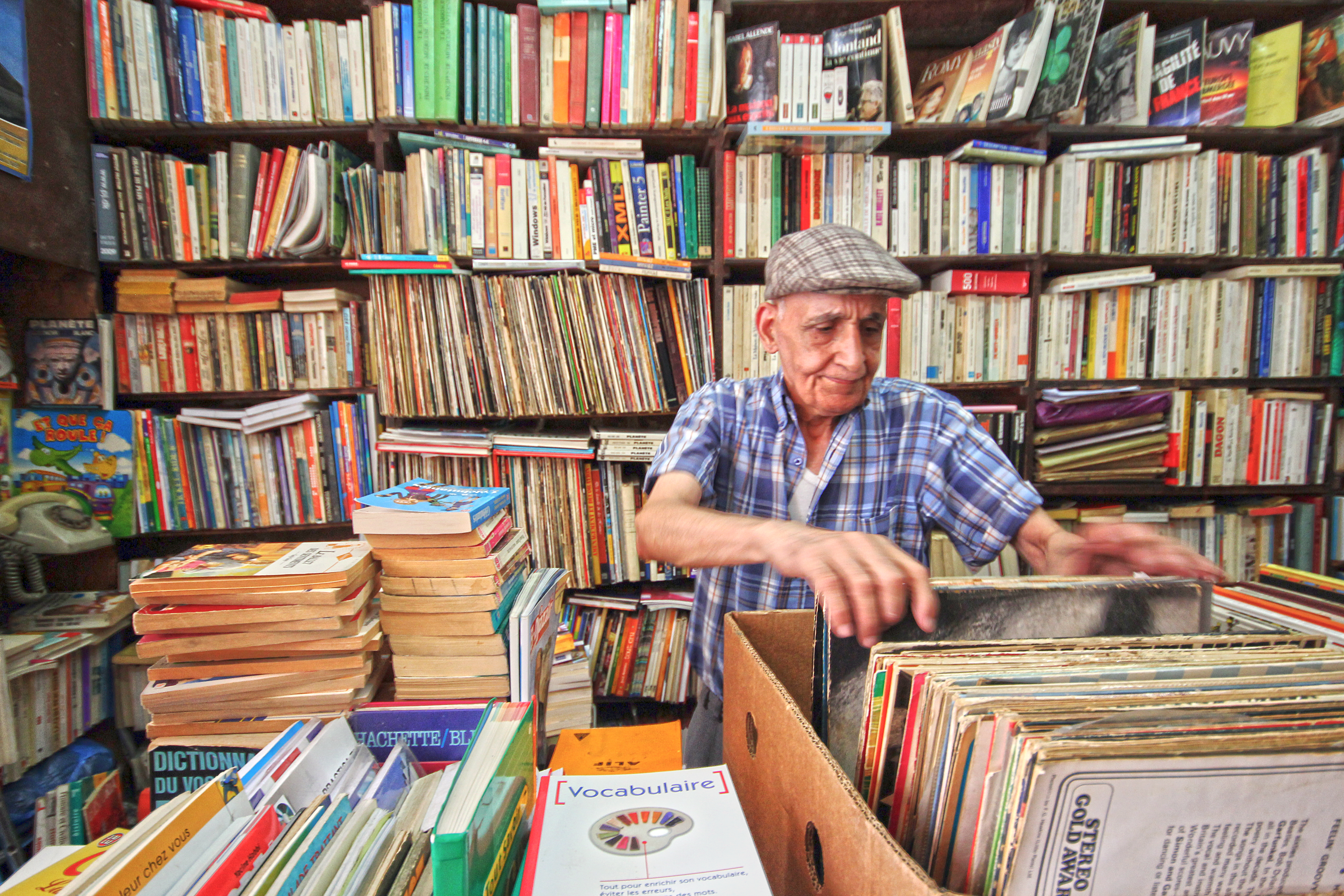
مكتبة الحي في الجزائر

فإن غالبية الجزائريين يقرؤون القرآن على الأقل مرة في السنة، وهذا يعني ارتفاع نسبة القراءة، «لماذا نعتمد الروايات في نسب القراءة بالمجتمعات الغربية ولا نحتسب قراءة القرآن والسيرة والأحاديث النبوية والأدعية في تحديد منسوبنا للمطالعة؟».
إنّ شبكات التواصل الاجتماعي والوسائط المعرفية الإلكترونية أصبحت تتيح تلبية الحاجة الوظيفية للمعلومة دون اللجوء للمطالعة التقليدية، وبالتالي صار معدل القراءة عمليّا غير قابل للقياس بناء على اقتناء الكتاب الورقي وحده.

## التلفزيون
تمثل المؤسسة العمومية للتلفزيون، أهم جهاز إعلامي في الجزائر، وهي مؤسسة عمومية ذات طابع صناعي وتجاري. تتمتع بالشخصية المعنوية والاستقلال المالي، موضوعة تحت وصاية وزير الاعلام. تضطلع بمهام رئيسية يحددها دفتر شروط بموجبه تتابع في وسائطها الاتصالية النشاطات الرسمية لمؤسسات الدولة بالتبليغ والبث وفق ما يقتضيه الصالح العام للبلاد كما تضطلع بمهمة التوجيه والإعلام بالإضافة إلى الترفيه والتثقيف. تم بسط السيادة على المؤسسة الوطنية للتلفزيون في 28 أكتوبر 1962.
عرفت عدة تحولات إلى مؤسسة البث الإذاعي والتلفزيوني ثم إلى مؤسسة الإذاعة والتلفزيون إلى غاية صدور المرسوم رقم 86-147 المؤرخ بـ01 جويلية 1986، والذي بموجبه أنشأت المؤسسة العمومية للتلفزيون حيث يتواجد مقرها بـ21 شارع الشهداء الجزائر العاصمة. فهي مؤسسة ذات طابع صناعي وتجاري، تملك الشخصية المعنوية وتأخذ وزارة الاتصال (الجزائر) على عاتقها مسؤولية تسييرها وتحديد ميزانيتها.
يضمن التلفزيون الجزائري التغطية على كامل التراب الوطني وهذا من أجل الوصول بأهدافه الاجتماعية والثقافية إلى كل شرائح الجزائر العميقة، إذ تتركز اهتمامات التلفزيون الجزائري كقناة عمومية على البرامج المتنوعة ذات البعد الوطني والمحلي في الدرجة الأولى، وكذا المجتمع الدولي ومختلف قضاياه الراهنة، التي تحرص أن تقدمها إلى الجمهور الجزائري بشفافية كاملة.
كما يسهر التلفزيون الجزائري على مواكبة التقنيـات الجديــــدة وتكنولوجيات الإعلام والاتصال، من خلال توسيع حركية الرقمنة داخل المؤسسة والتركيز على العمل بأجهزة متطورة وتنقسم المؤسسة إلى 06 مديريات أساسية هي:
مديرية الأخبار والإنتاج والبرمجة والخدمات التقنية والتجهيز والإدارة العامة والعلاقات الخارجية، بالإضافة إلى مركز الأرشيف، المحطات الجهوية والمديريات التجارية.

## القنوات التلفزية الخاصة
شهد الجزائر ثورة في القنوات التلفزيونية الخاصة، وبلغ عدد القنوات التي أنشئت حتى الآن تجاوز 40 قناة، بدأت بثها قبل سنوات، فيما تستعد قنوات أخرى لإطلاق بثها قريبا. وتعد القناة الإشهارية «جزائر شوب» خاصة بالإشهار والإعلانات والدعاية، أول قناة خاصة في الجزائر، بدأت بثها من الأردن. وتنشط في الجزائر قنواة تلفزيونية خاصة، تبث مضامين إخبارية وفنية وبرامج سياسية واجتماعية جزائرية رياضية. وتعد قناة «النهار» أول قناة تلفزيونية جزائرية ذات طابع إخباري، تلتها قناة «الشروق»، و«الجزائرية» و«الهقار» و«دزاير» و«الأطلس» و«المؤشر»، إضافة إلى قناة «نوميديا نيوز» الإخبارية.
وتضاف هذه القنوات إلى القنوات الحكومية الستة التي تتبع التلفزيون الرسمي، وهي القناة الأولى، والقناة «الجزائرية الثالثة» الموجهة إلى الفضاء العربي، وقناة «كنال ألجيري» الناطقة باللغة الفرنسية الموجهة إلى الجالية الجزائرية في أوروبا، قناة الأمازيغية الناطقة بالأمازيغية الموجهة لسكان منطقة القبائل الذين يتحدثون اللغة الأمازيغية، إضافة إلى قناة دينية هي «قناة القرآن» والجزائرية السادسة والسابعة المعرفة والثامنة للذاكرة، وأخيرا التاسعة البرلمانية. وشهد الفضاء التلفزيوني في الجزائر إطلاق عدة قنوات مستقلة ومتخصصة، وبدأت قناة «جرجرة»، موجهة للأطفال بثها قبل شهرين، وقناة «سميرة» الخاصة بالمرأة والطبخ والموضة، وأطلقت قناة «بربر موسيقى» وهي قناة فنية تهتم بالموسيقى والفن الأمازيغي، بثها قبل فترة قصيرة، كما تم إطلاق قناة إشهارية «جزائر24».
وتستعد عدة صحف ومؤسسات إعلامية لإطلاق قنواتها التلفزيونية، وتجري تحضيرات كبيرة بهذا الشأن، وتستعد صحيفة «الخبر» الجزائرية لإطلاق قناة تلفزيونية، وأعلنت القناة عن رمزها الرسمي، وتحضر مجموعة من رجال الأعمال لإطلاق قناة تلفزيونية بوسائل ضخمة تحت اسم «الوطن».
وبدأت قناة «الأجواء» في استدعاء فريق صحافي تمهيداً لإطلاق القناة، كما تستعد صحيفة السلام لإطلاق قناة تلفزيونية «السلام»، وكذا صحيفة «الديار» التي ستطلق قناة تلفزيونية باسم «الصحوة».

## القمر الصناعي الجزائري

القمر الصناعي الجزائري ألكوم سات-1

القمر الصناعي الجزائري المتموقع على مدار 24، 8 غربا يمتد عبر كامل التراب الوطني وكذا منطقتي المغرب الكبير والساحل«، ويتوفر على باقتين، حيث تبث الأولى بالجودة المعيارية SD وتتضمن برامج القنوات الخمس (البرنامج الوطني المشفر والقنوات، 3، 4، 5، قناة الجزائر وسبعة وخمسون (57) خدمة إذاعية (48 قناة جهوية، القنوات الأولى، الثانية، الثالثة، إذاعة الربط، إذاعة الربط 2، إذاعة الجزائر الدولية، إذاعة الساحل، جيل FM والإذاعة الثقافية والقرآن وكذا شريط وكالة الأنباء الجزائرية وهذا بالمعايير التقنية للاستقبال»، المتمثلة في «تردد الاستقبال: 12240 ميغا هرتز الاستقطاب: أفقي، التذبذب: DVB-S QPSK، FEC 2/3، Débit Symbole : 30 Mbauds».
أما الباقة الثانية فتتكون من "خمسة برامج، (البرنامج الوطني المشفر، القنوات، 3، 4، 5 وقناة الجزائر) وذلك بالجودة العالية HD" مشيرا إلى أن هذه الباقة التلفزيونية عالية الجودة للخمس قنوات العمومية، تعد الأولى من نوعها في المشهد السمعي البصري الجزائري".
ويهدف ألكوم سات-1 إلى الاستجابة لمختلف القطاعات الوطنية في مجال الاتصالات السلكية واللاسلكية يضمن تغطية وطنية وإقليمية شاملا لشمال أفريقيا والساحل ويسمح فضلا عن تحسين الاتصالات السلكية واللاسلكية واستقبال عدة برامج تلفزيونية وإذاعية بتوفير عدة خدمات أخرى على غرار الإنترنيت ذات التدفق السريع والتعليم عن بعد والطب عن بعد والندوات المرئية.

## الإعلام
إن حرية الإعلام في الجزائر اختلفت باختلاف الأنظمة السياسية الحاكمة والفلسفة الإيديولوجية المعتمدة، فقد اتسمت الفترة منذ الاستقلال إلى غاية صدور دستور 1989، والتي عرفت صدور أول قانون للإعلام 82-01، بأن الإعلام كان محتكر ومقيد من طرف الدولة، إذ أن الإعلام كان في خدمة توجهات الثورة الاشتراكية ومبادئ الحزب الواحد، إلى غاية صدور القانون رقم 90-07 الذي كرس التعددية الإعلامية، من خلال فتح الصحافة المكتوبة على الخواص، أما القانون العضوي رقم 12-05 فقد أنهى احتكار الدولة للإعلام السمعي البصري، من خلال إمكانية الخواص الجزائريين تملك وسائل إعلام سمعي بصري خاصة، بالإضافة إلى إنشاء سلطات لضبط المجال الإعلامي ومجلس أعلى لأخلاقيات المهنة الصحفية وإلغاء تجريم الصحفي. وبالرغم من المكاسب التي عرفها قطاع الإعلام في الجزائر، فإنه يواجه حالياً تحدياً كبيراً خاصة في المجال السمعي البصري.

## المطبخ الجزائري

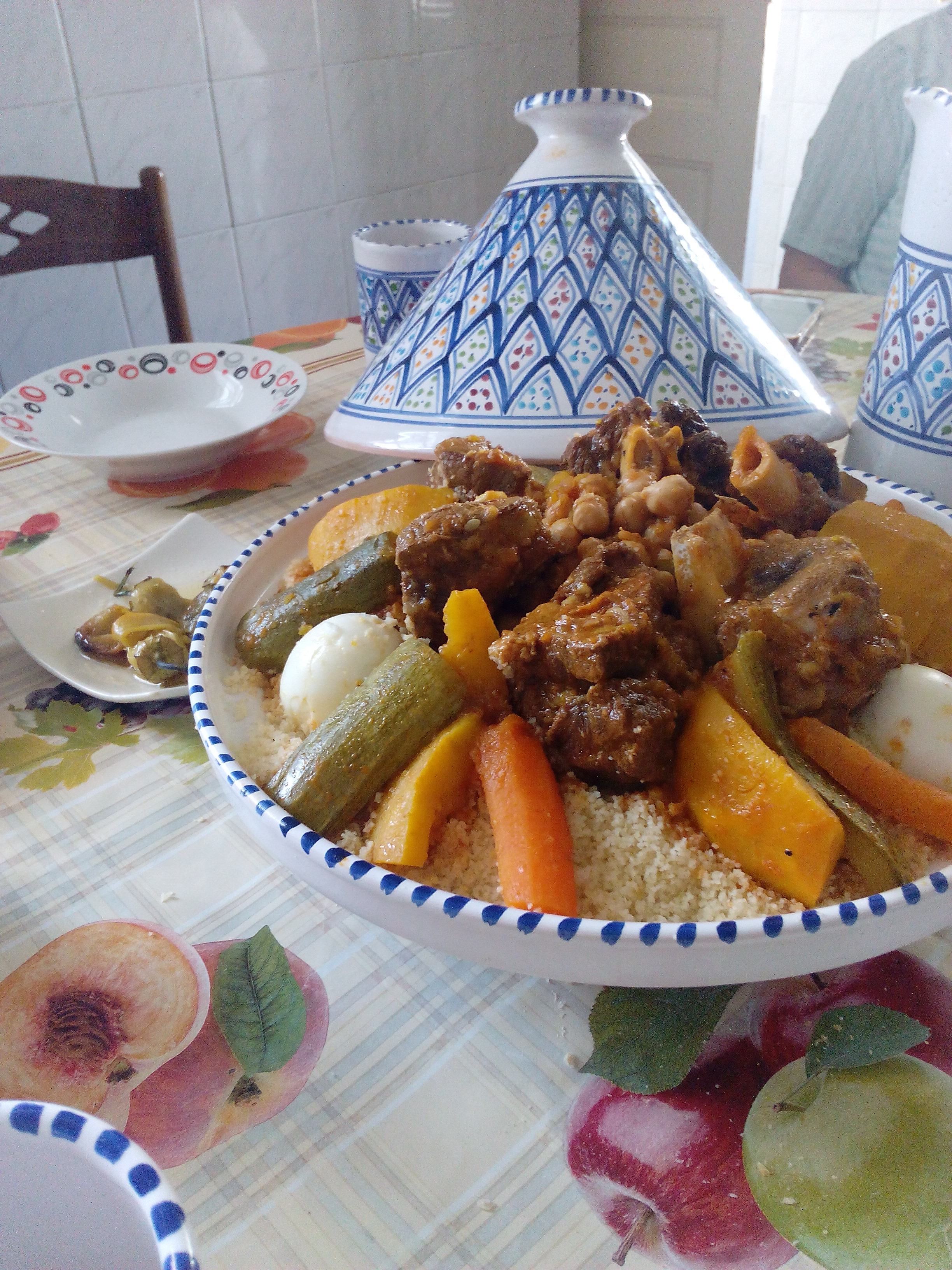
كسكس الجزائري

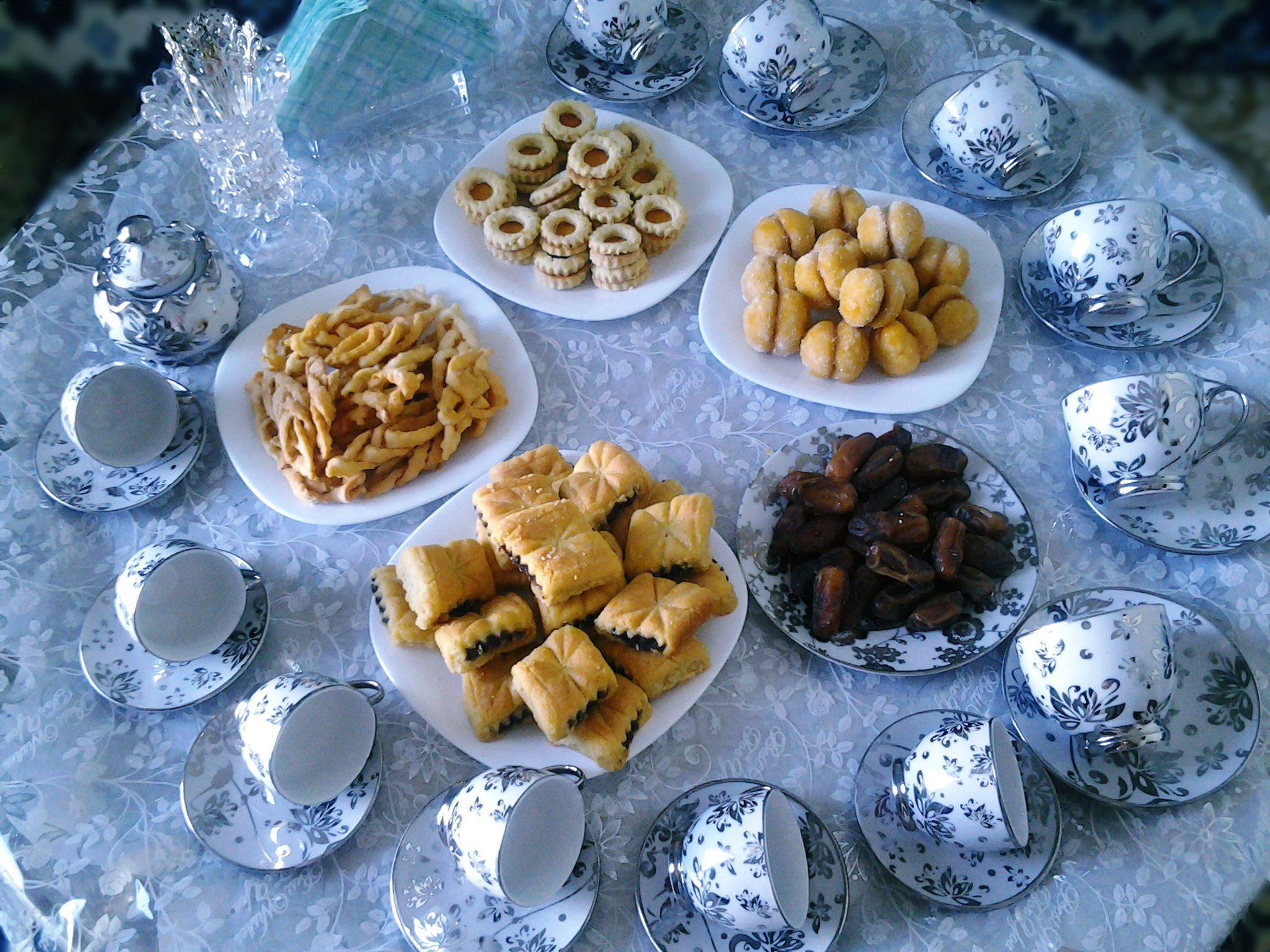
الحلويات التقليدية الجزائرية

وهو مطبخ عريق له طابعه الخاص، فإلى يومنا هذا يضعُ الشّعبُ الجزائريُ على المائدةِ الأطباقَ التّقليديةَ ويفضلونها؛ كطبق الكسكسي النوميدي وركيزته القمح، وخاصّةً في الأفراحِ والأتراح، ومن الحلويات التقليدية الجزائرية التّي ما زالت تعدّ البقلاوة والغريبة وقطايف الجزائري.

## الصناعة التقليدية

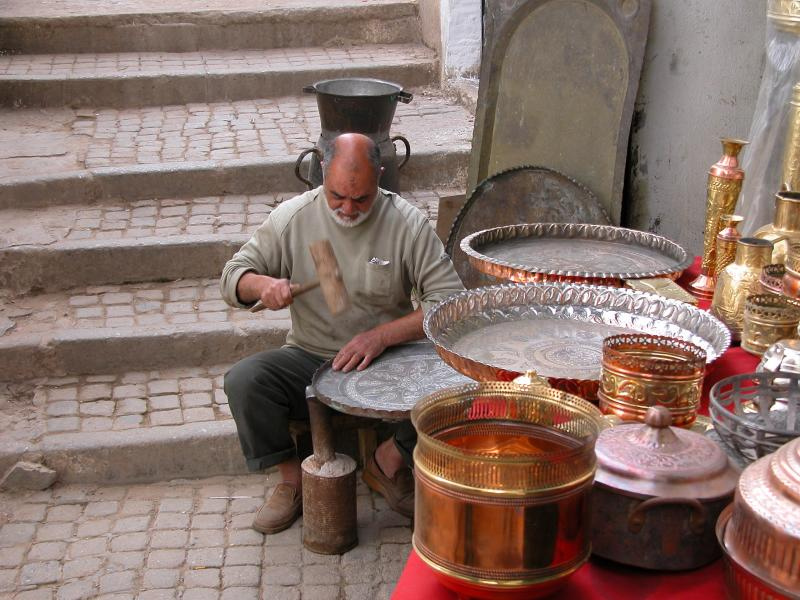
صناعة النحاس القصبة الجزائر العاصمة

ترجع الصناعة التقليدية في الجزائر إلى عصور ما قبل التاريخ حيث نجد آثارها في منطقة الهوقار بالجنوب الجزائري، فكانت الشعوب البدائية تستعمل الأواني المصنوعة من الطين في جميع مجالات الحياة، في الأكل والشرب وللاحتفاظ بالحبوب وغيرها، وما زالت تحتفظ بتلك العادات حتى اليوم وخاصة في بعض المناطق الريفية.
الصناعة التقليدية يتعدى مفهومها النطاق المحدد. بحيث لم تبرز الرموز والأشكال الموجودة في هذا الفن إلى الوجود من العدم وإنما هي خلاصة الحياة اليومية حيث تنجز لتنتقل للأجيال عبر كل هذه الصناعات التقليدية ذات الطابع الجمالي المميز.
نجد أن معظم “الرموز” مجردة وهي عبارة عن خطوط وأشكال وألوان محددة. كما نجد أن بعض الرموز ترسم في منطقتين مختلفتين بنفس الطريقة إلا ان معناها يختلف.
تشمل الصناعة التقليدية كل من صناعة الأواني الطينية والفخارية، النسيج بمختلف أنواعه كصناعة الزرابي والفساتين، كما تشمل الأثاث المنزلي وزخرفته، وكذا زخرفة الأواني النحاسية والمجوهرات الفضية. مهما يكن، فالفن التقليدي يتسم بطابعه الجمالي حيث نجده في معظم القرى والأرياف كمنطقة الأوراس والقبائل والصحراء الجزائرية، كما نجده في بعض المتاحف الجزائرية المتخصصة.
- الصناعة التقليدية الريفية:

إن سكان الريف مازالوا متمسكين بإنتاج الكثير من الأدوات الضرورية لمعيشتهم كالأواني الفخارية والأواني النحاسية والفضية والألبسة التقليدية والزرابي.
- الأواني الفخارية والطينية: وهي من أقدم الحرف التقليدية لأنها ترجع إلى عصر ما قبل التاريخ والسبب هو وفرة الطين في مختلف الأماكن حيث يلجأ سكان الأرياف إلى جمعها من الأودية ثم يضيفون إليها الماء ويعجنوها ثم يصنعون منها أواني مختلفة الأشكال. تأتي بعد ذلك مرحلة الزخرفة بواسطة ألوان طبيعية ثم يدخلونها تحت الجمر أو داخل الفرن لتجف.ويطلونها بعد ذلك بالورنيش لتصبح لامعة وجميلة ثم تكون جاهزة للاستعمال.
- الحلي والمجوهرات: نجد هذه الحلي في مختلف أنحاء الوطن: في الأوراس، وقسنطينة، في بلاد القبائل والهقار. يصنع الحلي الأوراسي في أغلب الأحيان من الفضة ويمتاز بدقة النقوش كالحزام الفضي، والعقد والقيراط. نلاحظ أن معظم هذه المجوهرات خالية من الألوان. أما الحلي المصنوعة في بلاد القبائل تتميز بألوانها المختلفة حيث تضاف إلى الفضة قطع صغيرة من الزجاج الملون بالألوان الأساسية كالأحمر والأصفر والأخضر والأزرق مما يزيدها رونقا وجمالا.
- صناعة الزرابي: إنه من الصعب تحديد الفترة الزمنية التي أنشـأت فيها صناعة الزرابي في الجزائر. إلا أن وجودها يعود إلى زمن بعيد حيث كان الرحّل يستخدمونها في خيامهم وأفرشتهم. ومن أهم المناطق التي اشتهرت في صناعة الزرابي منطقة “جبل عمور” تدعى زرابي الهضاب العليا وهي منطقة رعوية، مما جعل أهلها يستفيدون من صوف المواشي لصناعة الزرابي. وخاصيّتها تتكون من وحدات على شكل معين بلون أسود أو أزرق قاتم، وتكرار الوحدات الزخرفية لا يخضع للتناظر ولكنه جد محكم وينتهي بوحدات زخرفية هندسية.

## الأدب

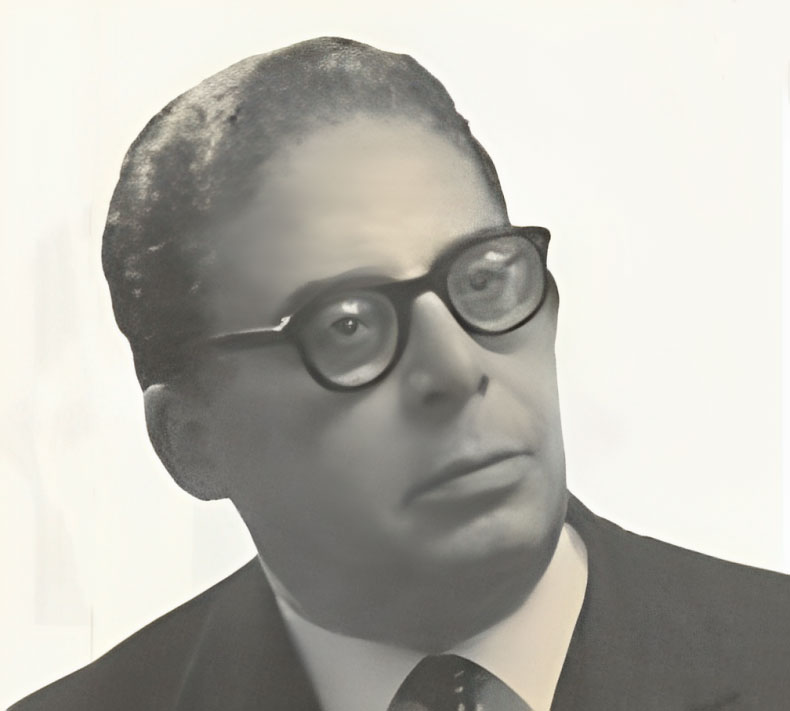
مفدي زكريا 1908-1977 شاعر الثورة الجزائرية

أعطت الجزائر عبر تاريخها، كتابا ذوي شهرة عالمية. أقدم رواية تؤول إليها تاريخيا في المنطقة. أدباء بجوائز نوبل، ألبير كامو، كذلك جون سيناك الفرنسيين. يعد هنري قريع بالأب الفرنسي والأم الجزائرية، الوصلة بين شعبين. في الشق العربي، بن هدوقة أب الرواية الجزائرية الحديثة. يمثل الأمازيغية مولود فرعون. آسيا جبار، مثلت الطابع النسوي الحديث بالفرنسية، وهي الحين عضو في الأكاديمية الفرنسية.
تناول الأدب كل شيء في حياة الجزائريين، سنوات فرنسا، قبلها، سنوات الاشتراكية والإرهاب. كل كاتب حسب بعده الثقافي والسياسي. الأدب البوليسي ظهر مع العنف السياسي الحديث، وهو الرائج حاليا.
ضعف الإشهار للكتاب، عائق وراء وصوله للجماهير.
- بعض أشهر الكتاب
- بالعربية :مفدي زكريا، عبد الحميد بن هدوقة، أحلام مستغانمي، الطاهر وطار فضيلة الفاروق ورشيد بوجدرة، لعرج واسيني
- بالفرنسية: مالك حداد، كاتب ياسين، محمد ديب، مراد بوربون
- بالأمازيغية:مولود فرعون
- قام مفدي زكريا بكتابة النشيد الوطني للجزائر بطلب من عبان رمضان لحنه أول مرة الموسيقار علي السريتي لكن كلماته لم يكن في قوة كلمات الشاعر مفدي زكريا فنقلة عبان رمضان إلى محمد فوزي فلحنه كهدية لشعب الجزائري

## اللّباس الجزائري

الشدة التلمسانية

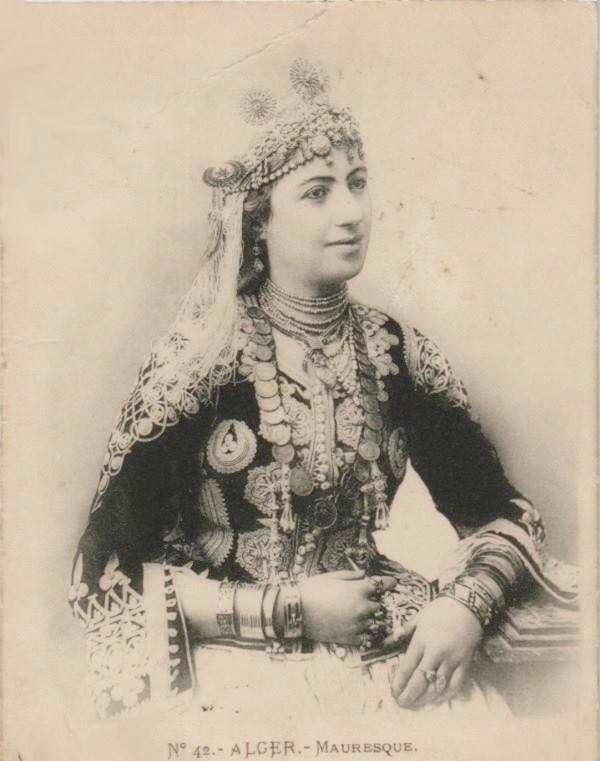
كاراكو

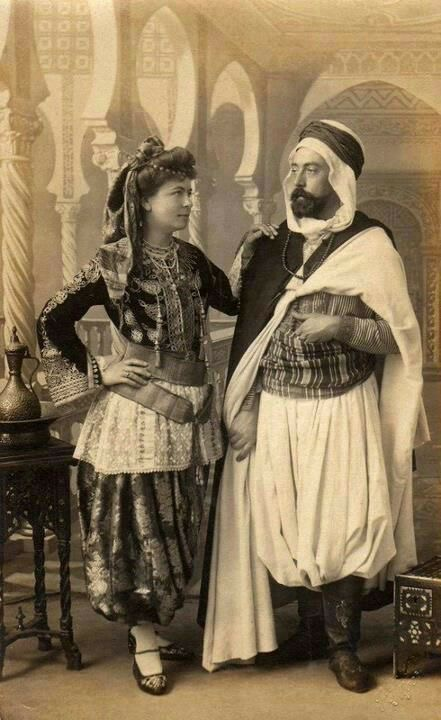
لباس الجزائر التقليدي قفطان جزائري

يرتدي الكبار في السّن اللّباسَ التّقليديَ الجزائريَ إلى يومنا هذا؛ كالقشابية والبرنوس، وخاصّةً في المناطقِ الدّاخليةِ، والنّساءُ يرتدين الحايك الأبيضَ أو الملاية السّوداءَ في منطقةِ الشّرق، أما في الاعراس نجد قفطان جزائري، الجبة القبائلية الشدة التلمسانية، القفطان، كاراكو الجزائري العريق وبعضُ الفتياتِ يفضلنَ ارتداءَ الحجابِ العادي مع اللّباسِ المعاصرِ، وفي المدنِ الكبيرةِ يرتدي الكبارُ الطربوش أو طاقيةَ الرّأسِ والعمامة.

## الموسيقى

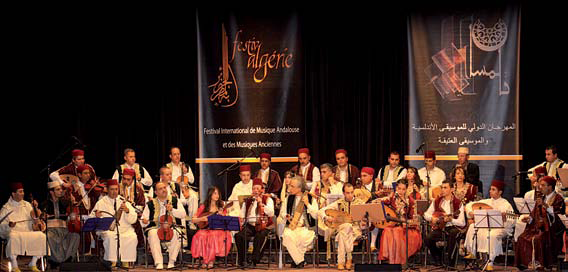
فرقة موسيقية جزائرية تلمسان في مهرجان الجزائر الدولي للموسيقى الأندلسية والموسيقى العتيقة

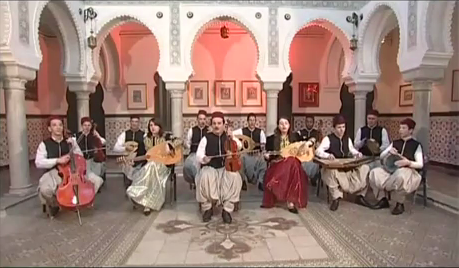
فرقة أندلسية جزائرية ولاية مستغانم

تأخذُ الموسيقى حيزاً كبيراً من الثّقافةِ الجزائريةِ؛ فيفضلها الجزائريون على الكثيرِ من الأمورِ التّرفيهية، فيفضلونَ سماعَ الموسيقى العاطفية التّي تحرك المشاعر مثل فن الراي الجزائر العالمي، والموسيقى ذات اللّون الشّعبي، والتى يكثر فيها الكلام عن الشعبي الجزائري، المالوف القسنطيني وهناك نوعٌ يسمى بالغناوي وهو من الموسيقى السّودانية القديمة، والنّوع الصّوفي والتّيندي.

### الراي
موسيقى الثوّار في الجزائر
الراي هو نوع موسيقي شعبي أوصل الموسيقى الجزائرية إلى الشهرة العالمية. نشأ هذا النوع في قرية صغيرة للرعاة في مدينة وهران في عشرينيات القرن العشرين. وفي ذلك الوقت، كانت البلاد مستعمرةً من قبل فرنسا وكان التمرد يتأجج في جميع أنحاء البلاد. ومع انضمام المزيد من الموسيقيين إلى مجموعات ثورية مناهضة للاستعمار والاشتراكية، أصبح 'الراي: جزئاً من هتاف الثوّار وتعني كلمة الراي باللغة العربية “الرأي” إلا أن هذا النوع الموسيقي تأثر بشكلٍ كبير بالموسيقى الإسبانية والفرنسية والأفريقية. وكما يوحي الاسم، كان الراي وسيلةً للتعبير عن المعارضة للحكم الاستعماري الفرنسي والتقاليد الاجتماعية السائدة.

## سينما

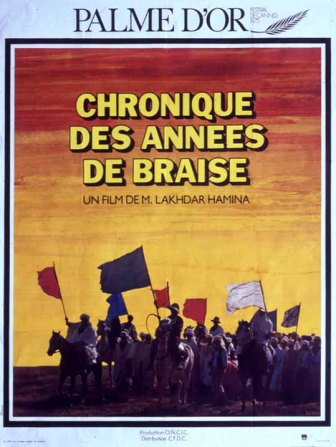
فيلم وقائع سنين الجمر

حظيت السينما الجزائرية منذ نشأتها بمكانة مرموقة على المستوى المحلي والعربي والعالمي، وذلك على الرغم من المشاكل والأزمات التي مرت بها، والتي جعلت الإنتاج خلال فترات معينة يتذبذب بين الصعود حينا والهبوط حينا آخر، وقد نالت الأفلام المنتجة منذ الاستقلال إلى يومنا هذا اهتماما من قبل العديد من النقاد والدارسين والمهتمين بالحقل الفني والمشهد السينمائي، وانتشرت أخبارها في عبر الكثير من وسائل الإعلام الدولية، وذلك للسمعة الطيبة التي تمكنت من تحقيقها لا سيما وقد نالت جوائز مهمة وحققت مراتب متقدمة في المهرجانات العالمية لعل أهمها على الإطلاق حصولها على السعفة الذهبية في مهرجان كان الدولي عام 1975 بفضل فيلم «وقائع سنين الجمر» للمخرج الكبير محمد لخضر حامينة، وهي الوحيدة عربيا وإفريقيا في هذا المجال لغاية يومنا هذا. وطوال مسيرة تطورها، تميزت السينما الجزائرية بالتباين والاختلاف في نوعية وحجم ومضمون الأفلام المنتجة، بسبب عدد من العوامل أهمها تعدد وتنوع السياسات والمسؤولين عن تسيير قطاع الثقافة والسينما في البلاد، ثم التحولات الكبرى التي عرفها المجتمع على عدة مستويات اقتصادية واجتماعية وسياسية بالأساس.

## وصلات خارجية
- الموقع الرسمي لوزارة الثقافة الجزائرية
- الموقع الرسمي للمعرض الدولي للكتاب الجزائر